# هاچینسون (کانزاس)
هاچینسون (به انگلیسی: Hutchinson) شهری در ایالت کانزاس کشور ایالات متحده آمریکا است که جمعیت آن در سرشماری سال ۲۰۱۰ میلادی، ۴۲٬۰۸۰ نفر بوده‌است.